# 欧兹德区
欧兹德区（匈牙利語：Ózdi járás），是匈牙利包尔绍德-奥包乌伊-曾普伦州的一个区，总面积385.57平方公里，总人口54,285人（2011年），人口密度141人/平方公里。中心城市为歐茲德。

## 市镇
欧兹德区包含两个城镇、一个大村和14个村庄。